# Campanulina paniculata
Campanulina paniculata är en nässeldjursart som beskrevs av Sars 1873. Campanulina paniculata ingår i släktet Campanulina och familjen Campanulinidae. Inga underarter finns listade i Catalogue of Life.